# Crypthelia japonica
Crypthelia japonica is een hydroïdpoliep uit de familie Stylasteridae. De poliep komt uit het geslacht Crypthelia. Crypthelia japonica werd in 1849 voor het eerst wetenschappelijk beschreven door Milne Edwards & Haime. 